# Dandeny Muñoz Mosquera
Dandeny „La Quica“ Muñoz Mosquera (* 25. August 1965 in Medellín) ist ein ehemaliger mutmaßlicher kolumbianischer Drogenschmuggler und Auftragsmörder des Medellín-Kartells, sowie Pablo Escobars Hauptvollstrecker.

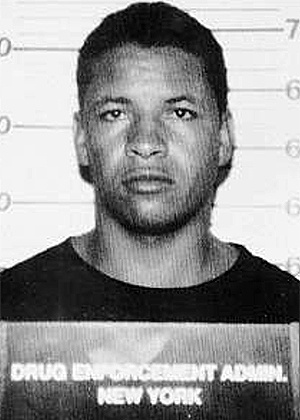

Zu seinem unschuldig klingenden Spitznamen (kolumbianischer Slang: "dickes Mädchen") kam er in seiner Kindheit durch seine Großtante. Ein DEA-Agent hingegen beschrieb ihn als der Al Capone im Kreise der Drogenmorde, da ihm unter anderem die Ermordung von etwa 40 Polizisten zugeschrieben wird.

## Leben

### Frühe Jahre
Dandeny Muñoz Mosquera wurde am 25. August 1965 in Medellín als Sohn von Lilia Mosquera und Fernando Antonio Muñoz geboren. 
Er begann bereits im Jahr 1977 im Alter von zwölf Jahren für Pablo Escobar zu arbeiten und arbeitete sich mutmaßlich mit der Zeit an die Spitze der Legionen von Mördern in Medellín. Später bekam Dandeny eine Tochter und mit einem Jahr Abstand einen Sohn.
Muñoz Mosquera wird nachgesagt, dass er in Medellín ein Lager gehabt hätte, in dem er arme Jugendliche zu professionellen Sicarios ausbildete.

### Avianca-Flug 203
Am 27. November 1989 stürzte eine Boeing 727-100 auf dem Avianca-Flug 203 infolge einer Bombenexplosion nahe der kolumbianischen Stadt Soacha ab. Es gilt als gesichert, dass Drogenbaron Pablo Escobar den Anschlag in Auftrag gegeben hatte. Sein Ziel war wahrscheinlich die Ermordung von zwei Informanten, die gegen das Medellín-Kartell aussagen wollten und unter Personenschutz der kolumbianischen Polizei standen. Die Männer kamen beim Absturz ums Leben. Daneben gibt es die These, dass Pablo Escobar ein Attentat auf den Präsidentschaftskandidaten César Gaviria verüben wollte. Dieser befand sich aber nicht an Bord. Laut Zeugenangaben war der Sprengsatz von Dandeny Muñoz Mosquera an Bord gebracht worden. Zu dieser Zeit war er 24 Jahre alt.

### DAS-Anschlag
Am 6. Dezember 1989 wurde das Hauptquartier der Organisation DAS in Bogotá angegriffen. Direkt vor dem Gebäude explodierte ein Bus mit 500 kg Sprengstoff. Bei dem Attentat wurden 52 Personen getötet und etwa 1.000 verletzt. Es wird angenommen, dass im Fokus des Anschlags die Ermordung von DAS-Direktor Miguel Maza Márquez stand. Für den Anschlag wurde das Medellín-Kartell verantwortlich gemacht und auch Muñoz Mosquera soll daran maßgeblich beteiligt gewesen sein.

### Verhaftungen und Verurteilung
Muñoz Mosquera entkam zweimal aus kolumbianischen Gefängnissen. Einmal im Jahr 1988, als er wegen Autodiebstahls inhaftiert war, sowie im April 1991, als er wegen bewaffneten Raubes inhaftiert war. Das erste Mal wurde er von seinem älteren Bruder Brance begleitet, der später Escobars Chef der Sicherheit wurde.
Am 25. September 1991 wurde Muñoz Mosquera im New Yorker Stadtteil Queens wegen eines gefälschten Passes verhaftet. Während er im Gefängnis war, behaupteten Bundesanwälte, dass er ein wichtiger Akteur im Medellín-Kartell und für die Sprengung von Avianca-Flug 203 verantwortlich sei.
Die kolumbianische Regierung selbst vermutete zunächst, dass Gonzalo Rodríguez „El Mexicano“ Gacha hinter dem Anschlag steckt. Ein Partner von Escobar namens Carlos Mario Alzate ist später für die Sprengung des Verkehrsflugzeuges verantwortlich gemacht worden und hatte das Verbrechen bereits gestanden, bevor Mosquera vor Gericht gestellt wurde. Sebastián Marroquín, Pablo Escobars Sohn, sagte später, der Anschlag sei von Carlos Castaño durchgeführt worden. La Quica hatte eine kurze Rede für das Gericht vorbereitet: „Ich möchte nur sagen, dass Gott und die Regierung wissen, dass ich unschuldig bin. Vielen Dank und Gott segne dich.“
Am 19. Dezember 1994 wurde er in Brooklyn vom Bundesbezirksgericht in dreizehn Punkten, unter anderem wegen der Ermordung von zwei US-Bürgern an Bord des Verkehrsflugzeugs, für schuldig befunden und zu einer zehn Mal lebenslänglichen Haftstrafe plus 45 zusätzlichen Jahren verurteilt. Der Generalstaatsanwalt von Kolumbien namens Gustavo de Greiff Restrepo bemängelte die Verurteilung von Muñoz Mosquera. Später wurde de Greiff sogar nachgesagt, ein „unindizierter Mitverschwörer“ Escobars sein zu können.
Muñoz Mosquera trat seine Haftstrafe im Hochsicherheitsgefängnis ADX Florence an, wurde allerdings mittlerweile in die Haftanstalt United States Penitentiary Lee verlegt.

### Leugnung
Bis heute bestreitet Mosquera die Beteiligung an beiden Attentaten und behauptet, die US-Regierung hätte ohne wirkliche Beweise ein Exempel an ihm statuiert. Ebenso bestreitet er, dass er jemals ein Mitglied der Sicarios oder einer ihrer Anführer gewesen sei. Sein älterer Bruder Brance „Tyson“ Muñoz Mosquera, so sagte er, arbeitete tatsächlich für Escobar, doch er wurde im September 1992 in der Innenstadt von Medellin vor seiner Villa vom Search bloc erschossen.

## Im Film
- Muñoz Mosquera wurde in den ersten beiden Staffeln der Fernsehserie Narcos, produziert von Netflix, durch Diego Cataño verkörpert.
- In der Serie Escobar, El Patrón Del Mal wurde er unter dem Spitznamen „Kiko“ von Manuel Viveros gespielt.[10]